# Alaca (cheval)
Pour l’article homonyme, voir Alaca.
L′Alaca, ou Turc de couleur, est une race de chevaux de couleur de taille poney, sélectionnée récemment en Turquie à partir d'une poulinière arménienne. Elle est caractérisée par une taille assez réduite, une robe généralement pie sur une base baie, avec des zones de blanc au-dessus des genoux, ainsi qu'un caractère placide. L'Alaca est élevé à l'extrême Nord-Est du pays, près de la frontière avec l'Arménie.

## Histoire
La sélection de la race semble remonter aux années 1940, lorsqu'un citoyen américain a introduit une pouliche de couleur pie acquise dans un village arménien, dans un village turc adjacent à la frontière. Devenue adulte, la jument a servi comme poulinière, transmettant sa robe pie à une descendance nombreuse. La race reste à étudier et à caractériser, notamment pour confirmer ou infirmer une ascendance américaine via la race du Paint Horse ou le registre du Pinto.

## Description
Les recherches préliminaires tendent à démontrer que ces chevaux de couleur sont généralement plus petits que les autres races turques, et de caractère plus placide,. Des tests ADN doivent être menés pour déterminer leur origine exacte. La taille moyenne est de 1,34 m.
La robe la plus fréquente est le pie sur une base baie. Contrôlée par un allèle dominant, la robe se caractérise par la présence de blanc au-dessus des genoux et des jarrets, ainsi que sur le dos.

## Diffusion de l'élevage

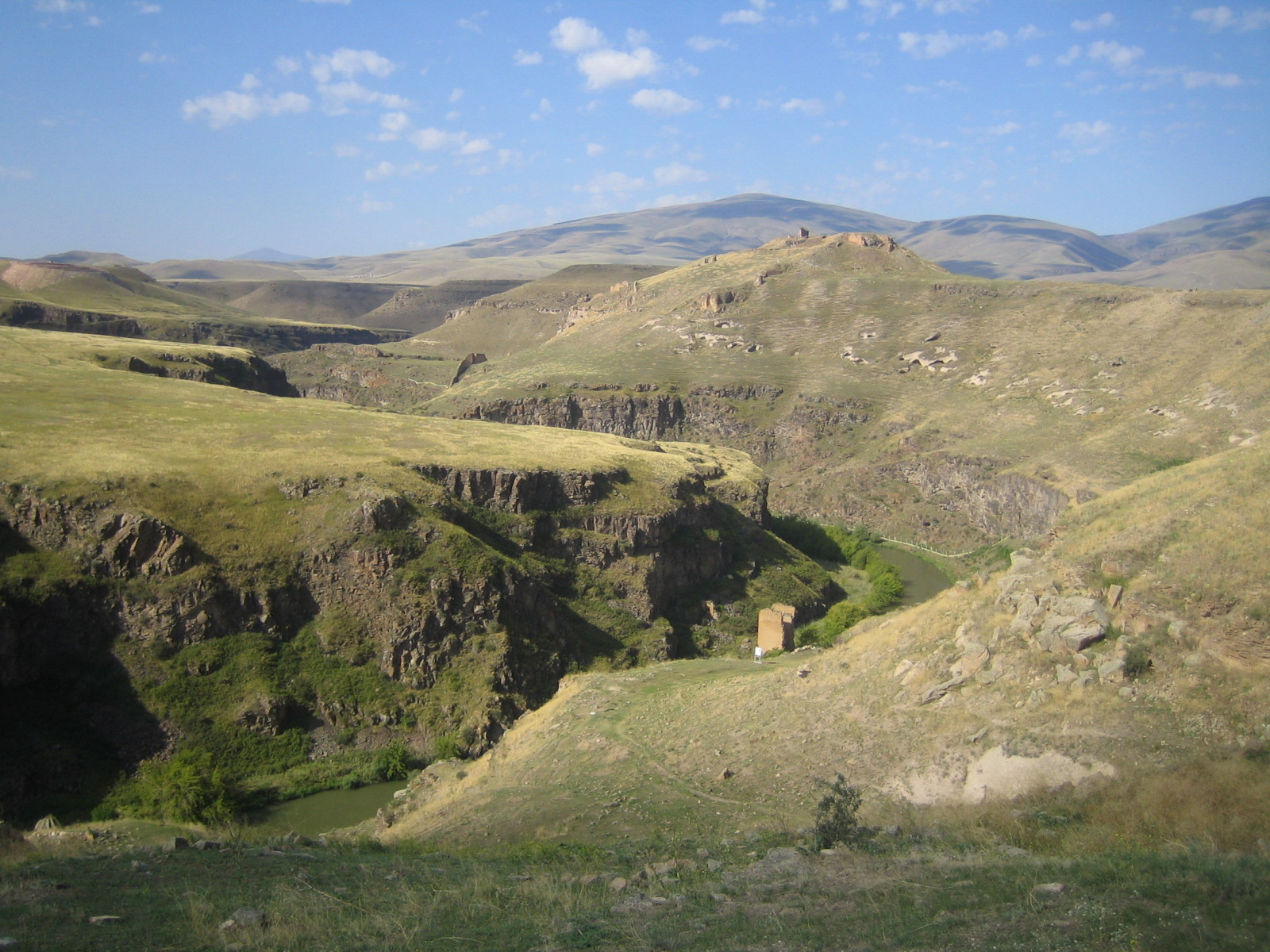
Biotope de la province de Kars, à la frontière entre l'Arménie et la Turquie

Cette race est populaire dans la province d'Ardahan et celle de Kar, situées toutes d'eux dans l'extrémité Nord-Est de la Turquie, près de la frontière avec l'Arménie. Par ailleurs, les chevaux de couleur sont très rares en Turquie.